# Nemška vas, Ribnica
Nemška vas je naselje v Občini Ribnica.